# Eaglesfield (Cumbria)
Eaglesfield es una pequeña localidad ubicada en el condado de Cumbria, Inglaterra. Se encuentra a 4 km al suroeste de la ciudad de Cockermouth.

## Toponimia
Eagles posiblemente deriva de las lenguas britónicas; eccles, «iglesia» (cognado con el galés eglwys, «iglesia»). El significado sería 'abrir tierras cerca de una iglesia británica'. Feld, significa, en inglés antiguo «campo abierto».
Alternativamente, significa «tierra libre de Ecgel». Ecgel es un nombre personal y probablemente un diminutivo de nombres como Ecglaf o Ecgwulf.

## Población
El último censo realizado en Eaglesfield como entidad separada fue hecho en 1931:
| 1801 | 1831 | 1931 |
| ---- | ---- | ---- |
| 310  | 411  | 233  |

## Economía
Su economía es predominantemente agrícola, aunque también destaca la extracción de cal y de piedra caliza desde el siglo IX.